# Championnat National 2022-2023
Lo Championnat National 2022-2023 è stata la 30ª stagione dalla fondazione della Championnat National e la 24ª nel suo formato attuale, che funge da terza divisione del campionato di calcio francese; che si disputerà tra il 12 agosto 2022 e il 26 maggio 2023.

## Stagione

### Novità
Nella stagione precedente sono state promosse in Ligue 2 il Laval e l'Annecy.
Nella stagione precedente sono retrocesse il Sète, Chambly, Créteil-Lusitanos e il Boulogne.
Dalla Ligue 2 sono retrocesse il Dunkerque e il Nancy.
Dallo Championnat de France amateur sono state promosse il Le Puy, Martigues, Paris 13 Atletico e il Versailles

### Formula
Le diciotto squadre partecipanti si incontrano in un turno di andata e ritorno per un totale di 34 partite.
Le prime due squadre classificate sono promosse in Ligue 2.
Le ultime sei squadre classificate sono retrocesse in CFA.
In questa stagione, non si terranno gli spareggi per la promozione.

## Squadre partecipanti 2022-2023
| Club              | Città                  | Stadio                 | Capienza |
| ----------------- | ---------------------- | ---------------------- | -------- |
| Avranches         | Avranches              | Stade René Fenouillère | 2.000    |
| Bastia-Borgo      | Borgo                  | Stade Paul-Antoniotti  | 1.300    |
| Bourg-en-Bresse   | Bourg-en-Bresse        | Stade Marcel-Verchère  | 11.400   |
| Châteauroux       | Chateauroux            | Stade Gaston Petit     | 17.173   |
| SO Cholet         | Cholet                 | Stade Pierre Blouen    | 9.000    |
| Concarneau        | Concarneau             | Stade Guy Piriou       | 6.500    |
| Dunkerque         | Dunkerque              | Stadio Marcel Tribut   | 4.200    |
| Le Mans           | Le Mans                | MMArena                | 25.000   |
| Le Puy            | Le Puy-en-Velay        | Stade Charles Massot   | 4.800    |
| Martigues         | Martigues              | Stade Francis Turcan   | 8.289    |
| Nancy             | Nancy                  | Stade Marcel Picot     | 20.087   |
| Orléans           | Orléans                | Stade de la Source     | 7.000    |
| Paris 13 Atletico | Parigi                 | Stade Charléty         | 20.000   |
| Red Star          | Saint-Ouen             | Stadio Bauer           | 10.000   |
| Sedan             | Sedan                  | Stade Louis Dugauguez  | 23.189   |
| Stade Briochin    | Saint-Brieuc           | Stade Fred-Aubert      | 10.600   |
| Versailles        | Versailles             | Stade Jean Bouin       | 3.200    |
| Villefranche      | Villefranche-sur-Saône | Stade Armand-Chouffet  | 3.200    |

## Allenatori e primatisti
| Squadra                 | Allenatore           | Calciatore più presente | Cannoniere |
| ----------------------- | -------------------- | ----------------------- | ---------- |
| Avranches               | Damien Ott           |                         |            |
| Bastia-Borgo            | Alexandre Torres     |                         |            |
| Bourg-en-Bresse         | Alain Pochat         |                         |            |
| Chateauroux             | Mathieu Chabert      |                         |            |
| Cholet                  | Stéphane Rossi       |                         |            |
| Concarneau              | Stéphane Le Mignan   |                         |            |
| Dunkerque               | Romain Revelli       |                         |            |
| Le Mans                 | Réginald Ray         |                         |            |
| Le Puy Foot 43 Auvergne | Roland Vieira        |                         |            |
| Martigues               | Grégory Poirier      |                         |            |
| Nancy                   | Albert Cartier       |                         |            |
| Orléans                 | Xavier Collin        |                         |            |
| Paris 13 Atletico       | Jean-Guy Wallemme    |                         |            |
| Red Star                | Habib Beye           |                         |            |
| Sedan                   | Olivier Saragaglia   |                         |            |
| Stade Briochin          | Didier Santini       |                         |            |
| Versailles              | Cris                 |                         |            |
| Villefranche            | Hervé Della Maggiore |                         |            |

## Classifica
Aggiornato al 26 maggio 2023
|  | Pos. | Squadra           | Pt | G  | V  | N  | P  | GF | GS | DR  |
|  | ---- | ----------------- | -- | -- | -- | -- | -- | -- | -- | --- |
|  | 1.   | Concarneau (-1)   | 62 | 34 | 19 | 6  | 9  | 60 | 37 | +23 |
|  | 2.   | Dunkerque         | 62 | 34 | 19 | 5  | 10 | 50 | 32 | +18 |
|  | 3.   | Red Star          | 60 | 34 | 17 | 9  | 8  | 51 | 30 | +21 |
|  | 4.   | Martigues         | 60 | 34 | 15 | 15 | 4  | 54 | 40 | +14 |
|  | 5.   | Versailles        | 51 | 34 | 14 | 9  | 11 | 41 | 41 | 0   |
|  | 6.   | Villefranche      | 46 | 34 | 11 | 13 | 10 | 49 | 40 | +9  |
|  | 7.   | Sedan             | 46 | 34 | 12 | 10 | 12 | 41 | 47 | -6  |
|  | 8.   | SO Cholet         | 45 | 34 | 11 | 12 | 11 | 38 | 41 | -3  |
|  | 9.   | Avranches (-1)    | 45 | 34 | 14 | 4  | 16 | 44 | 46 | -2  |
|  | 10.  | Orléans           | 44 | 34 | 10 | 14 | 10 | 38 | 37 | +1  |
|  | 11.  | Châteauroux       | 44 | 34 | 12 | 8  | 14 | 41 | 46 | -5  |
|  | 12.  | Le Mans           | 43 | 34 | 10 | 13 | 11 | 50 | 42 | +8  |
|  | 13.  | Nancy (-1)        | 41 | 34 | 10 | 12 | 12 | 37 | 42 | -5  |
|  | 14.  | Bourg-en-Bresse   | 40 | 34 | 9  | 13 | 12 | 42 | 46 | -4  |
|  | 15.  | Stade Briochin    | 38 | 34 | 8  | 14 | 12 | 36 | 46 | -12 |
|  | 16.  | Le Puy            | 35 | 34 | 7  | 14 | 13 | 34 | 50 | -16 |
|  | 17.  | Paris 13 Atletico | 31 | 34 | 6  | 13 | 15 | 28 | 42 | -14 |
|  | 18.  | Bastia-Borgo      | 26 | 34 | 6  | 8  | 20 | 32 | 61 | -29 |

Legenda:

      Promosse in Ligue 2 2023-2024

      Retrocesse in Championnat National 2

Note:
Al Concarneau è stato tolto un punto per aver schierato un giocatore squalificato contro l'Orléans il 12 agosto 2022. L'Orléans ha ottenuto la vittoria per 3-0.
Ad Avranches è stato tolto un punto per aver schierato un giocatore squalificato contro lo Cholet il 12 agosto 2022. Lo Cholet ha ottenuto una vittoria per 3-0.

## Statistiche

### Individuali

#### Classifica marcatori
| Gol |  |  | Giocatore | Squadra |
| --- |  |  | --------- | ------- |